# Рейчел Келлер
Рейчел Рай Келлер (англ. Rachel Rye Keller; нар. 25 грудня 1992) — американська акторка, найбільше відома за ролями Сімони Герхардт у другому сезоні серіалу «Фарго» та Сідні Барретт у телесеріалі «Легіон».

## Раннє життя
Келлер народилася в Лос-Анджелесі, виросла у Сент-Полі, штат Міннесота. Навчалася в консерваторії артистів-виконавців Сент-Пола і закінчила в 2014 році Університет Карнегі-Меллона. Батько Келлер єврей.

## Кар'єра
Келлер почала свою кар'єру з ролей у різних короткометражних фільмах і епізодичних ролях у телесеріалах «Менталіст» і «Надприродне».
Отримала широке визнання за роль Сімони Герхардт у другому сезоні телесеріалу-антології FX Фарґо.
У період з 2017 по 2019 рік вона знялася в ролі Сідні «Сід» Барретт у драматичному серіалі FX «Легіон».
У 2019 році Келлер знялася в ролі Кассандри Пресман у фантастичному драматичному серіалі Netflix «Суспільство».
У 2020 році отримала одну з головних ролей у серіалі HBO Max «Поліція Токіо».
У 2022 році зіграла у кіноадаптації роману «Чоловік на ім'я Уве» — «Чоловік на ім'я Отто», головну роль у якій виконав Том Хенкс.

## Фільмографія

### Фільми
| Рік  |    | Українська назва           | Оригінальна назва         | Роль                |
| ---- | -- | -------------------------- | ------------------------- | ------------------- |
| 2012 | кф | Я все ще обожнюю тебе      | I Still Adore You         | дівчина з сигаретою |
| 2012 | кф | Флаттер                    | Flutter                   | Кейлін              |
| 2014 | ф  | Холлідейсбург              | Hollidaysburg             | Торі                |
| 2016 | кф | Магазин перук              | Wig Shop                  | Шошана              |
| 2018 | ф  | Пиши, коли отримаєш роботу | Write When You Get Work   | Рут Даффі           |
| 2019 | ф  | У тіні Місяця              | In the Shadow of the Moon | Джин                |
| 2020 | кф |                            | House Sit                 | Кетрін              |
| 2021 | кф |                            | The Following Year        | Джулія              |
| 2022 | ф  | Чоловік на ім'я Отто       | A Man Called Otto         | Соня                |
| 2022 | ф  | Перехрестя м'ясника        | Butcher's Crossing        | Френсін             |
| 2023 | ф  |                            | Chestnut                  | Тайлер              |

### Телесеріали
| Рік       |   | Українська назва | Оригінальна назва | Роль                                     |
| --------- | - | ---------------- | ----------------- | ---------------------------------------- |
| 2015      | с | Менталіст        | The Mentalist     | Ен (Епізод: "White Orchids")             |
| 2015      | с | Надприродне      | Supernatural      | сестра Матіас (Епізод: "Paint It Black") |
| 2015      | с | Фарґо            | Fargo             | Сімона Ґергандт (7 епізодів)             |
| 2017—2019 | с | Легіон           | Legion            | Сідні «Сід» Барретт (27 епізодів)        |
| 2019      | с | Суспільство      | The Society       | Кассандра Пресман (3 епізоди)            |
| 2020      | с | Брудний Джон     | Dirty John        | Лінда Колкена (8 епізодів)               |
| 2022—2024 | с | Поліція Токіо    | Tokyo Vice        | Саманта (18 епізодів)                    |